# Бадигин, Константин Сергеевич

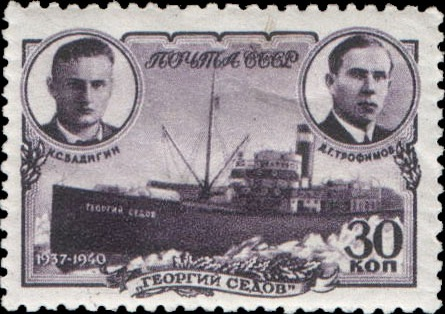
Бадигин К. С.
на марке Почты СССР

Константин Сергеевич Бадигин (16 (29) ноября 1910, Пенза — 17 марта 1984, Москва) — капитан дальнего плавания, исследователь Арктики, Герой Советского Союза (1940), писатель.

## Биография
Родился в 1910 году в Пензе. Отец — агроном, мать — медик. Дом в Пензе, в котором родился К. С. Бадигин, находился по адресу: улица Куйбышева, 3. В 2009 году этот дом полностью сгорел, но к 2014 году был полностью восстановлен в первоначальном виде на том же самом месте и имеет прежний почтовый адрес. На восстановленном доме установлена мемориальная доска, посвященная Бадигину.
С 1928 года — матрос на пароходе «Индигирка» на Дальнем Востоке. За рейс самостоятельно подготовился к экзаменам на второй курс Владивостокского морского техникума. Четырёхлетнюю программу этого техникума изучил за полтора года, блестяще сдал экзамены экстерном.

### Образование
- 1932 год — окончил Владивостокский морской техникум с дипломом судоводителя.
- Окончил географический факультет МГПИ (1950).
- Кандидат географических наук (1953).

### Деятельность
В 1933 году переехал в Архангельск. Сначала устроился матросом на лесовоз. Только некоторое время спустя — на «Юшару» третьим помощником капитана. В 1935—1936 годах ходил по Северному Ледовитому океану третьим помощником капитана ледокола «Красин» (капитан М. П. Белоусов).
В 1937 году — второй помощник на ледокольном пароходе «Садко», который 23 октября 1937 года был затёрт дрейфующими льдами вместе с ледокольными пароходами «Малыгин» и «Георгий Седов» в море Лаптевых.

К. Бадигин (справа) в радиорубке ледокола «Георгий Седов»

18 марта 1938 года был назначен капитаном ледокола «Георгий Седов», на котором остался дрейфовать (экипаж 15 человек). Дрейф продолжался 812 суток и закончился в Гренландском море. В 1940 г. капитану ледокола К. С. Бадигину было присвоено звание Героя Советского Союза.
После зимовки Бадигин работал начальником в штурманско-навигационной службе Морского управления Главсевморпути.
По окончании дрейфа получил отпуск на несколько месяцев, работал над книгой «На корабле „Георгий Седов“ через Ледовитый океан». 1941—1946 — находился на действительной военной службе. Участник Великой Отечественной войны. 
1941—1943 — командир ледокольного отряда Беломорской флотилии, начальник штаба Архангельского штаба морских операций, первый заместитель начальника Управления Беломорских ледовых операций.
В 1943—1945 годах — капитан теплохода «Клара Цеткин» на Тихом океане, перевозил оборонные грузы из США во Владивосток. Дослужился до звания капитан 3 ранга. Выходит в отставку.
В 1940—1950-е годы жил в г. Москва, улица Тверская, дом 6. Позднее проживал по адресу г. Москва, Каширское шоссе, дом 98.
Окончил Московский педагогический институт, потом аспирантуру при МГУ. В 1953 году защитил диссертацию «Ледовые плавания русских поморов с XII по XVIII век» и получил степень кандидата географических наук. В своей диссертации К. С. Бадигин ссылается на текст рукописи «Хожение Иваново Олельковича сына Ноугородца», о которой узнал от писателя Бориса Шергина. Историк В. В. Мавродин в 1958 году опубликовал статью, в которой отмечал, что диссертация Бадигина основана на недостоверных источниках. Диссертации Бадигина посвятил статью «„Древностелюбивые проказы“ новейшего времени» историк В. П. Козлов в своей книге 2001 года. На издание в 1956 году издательством «Географгиз» книги К. С. Бадигина «По студеным морям», основанной на его диссертации, резко отозвались советские учёные В. П. Адрианова-Перетц, А. И. Андреев, М. И. Белов, В. В. Виноградов, Я. Я. Гаккель, Д. С. Лихачёв, В. Н. Малышев.
В 1960 году создал в Калининграде местное отделение Союза писателей. Первым секретарём отделения стал Илья Дмитриевич Жернаков.
С 1973 года — председатель комиссии по морской художественной литературе Союза писателей СССР.
Последние годы с 1977 года жил со второй женой, Бадигиной Ниной Васильевной, по адресу: г. Москва, улица Егерская, дом 3.
Умер в 1984 году, похоронен на Кунцевском кладбище Москвы. Там же похоронена его вторая жена (1943—2013).

## Награды
- Герой Советского Союза (3.02.1940).
- Орден Ленина (3.02.1940).
- Орден Трудового Красного Знамени (28.11.1980).
- Орден «Знак Почёта» (10.08.1945).
- медали СССР

## Память
библиотека в городе Мезени Архангельской области носит имя Бадигина

Мемориальная доска на «Доме Бадигина» в Пензе

- Улица Бадигина и проезд Бадигина в городе Пензе (в микрорайоне Шуист Железнодорожного района).
- Проезд Бадигина в городе Архангельске.
- Улица Бадигина и пять переулков Бадигина в городе Мелитополь Запорожской области Украины.
- Восстановленный «Дом Бадигина» в городе Пензе (улица Куйбышева, 3) и мемориальная доска Бадигину на этом доме. В 2022 году в здании открыто арт-пространство "Дом Бадигина", филиал Пензенской картинной галереи им. К. А. Савицкого.
- Памяти Бадигина посвящена экспозиция Пензенского литературного музея.
- Ульяновская объединенная техническая школа носит его имя[6].
- В память о К. Бадигине с 2020 года Балтийской писательской организацией (Калининградское отделение Союза писателей России) проводится литературный конкурс маринистики [7].

## Сочинения
Собрания сочинений:

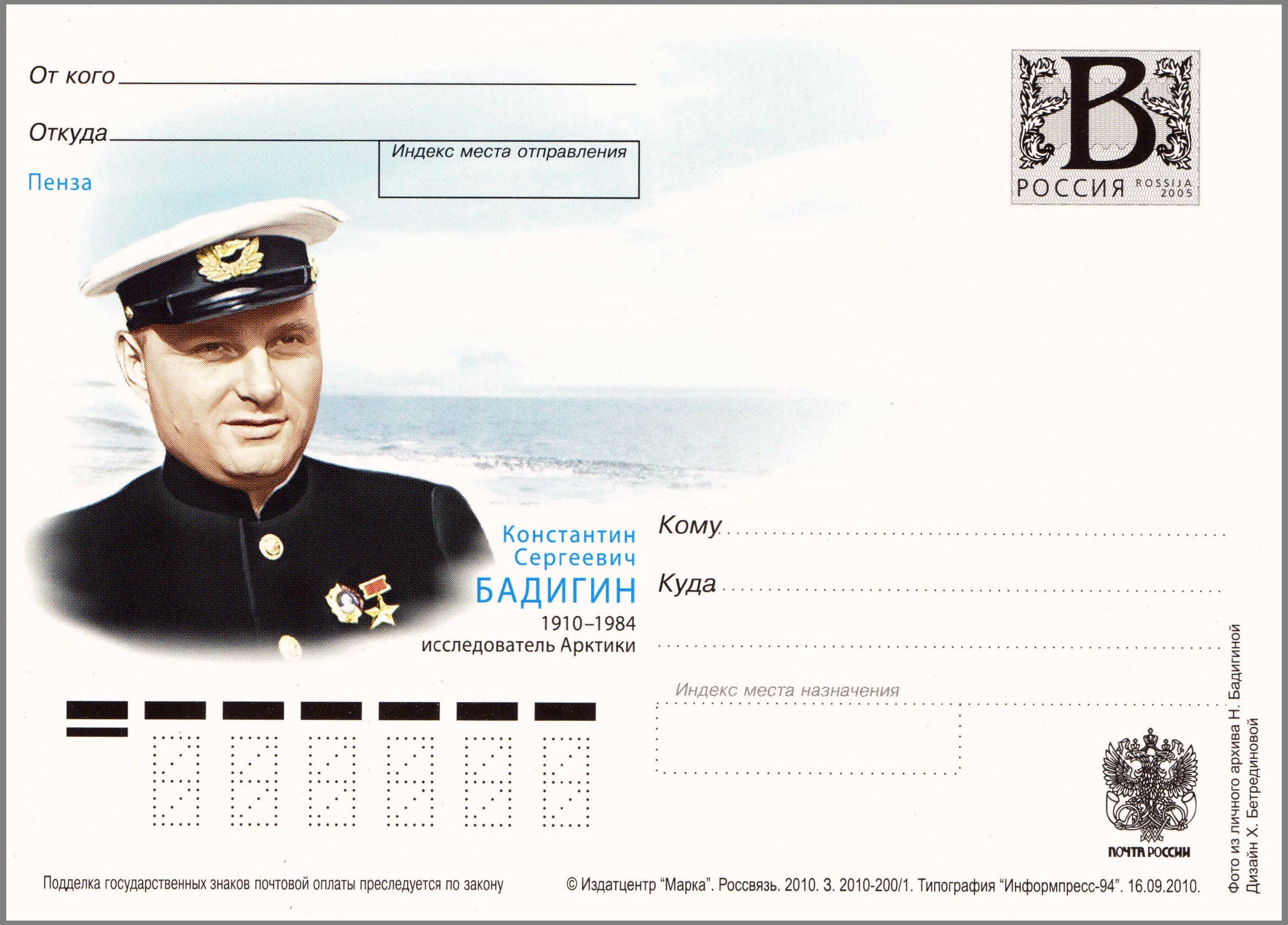
Почтовая карточка, выпущенная к столетию со дня рождения К. С. Бадигина. Россия, 2010 г.,

- Собрание сочинений в четырёх томах . — М.: Детская литература, 1988—1989. — 100 000 экз.
- Собрание сочинений в пяти томах. — М.: Терра, 1993. — 100 000 экз.

Исторические труды:
- Люди ледокола «Седов» (1939)
- «На корабле „Георгий Седов“ через Ледовитый океан» (1941)
- «Три зимовки во льдах Арктики» (1950)
- «Во льдах Арактики» (1950)
- «Разгадка тайны Земли Андреева» (1953, в соавторстве с Н. Н. Зубовым)
- «По студёным морям. Очерки по истории ледовых плаваний русских поморов» (1956)
- «На морских дорогах» (мемуары, 1978)

Исторические и приключенческие романы и повести:
- «Путь на Грумант» (1953)
- «Покорители студёных морей» (1957)
- «Чужие паруса» (1959)
- «Секрет государственной важности» (1966)
- «Кольцо великого магистра» (1969)
- «На затонувшем корабле» (1964)
- «Корсары Ивана Грозного» (1973)
- «Кораблекрушение у острова Надежды» (1977)
- «Ключи от заколдованного замка» (1980)

Сценарии:
- «Море студёное» (1954, в соавторстве с В. М. Крепсом)